# Arvid Gustaf Taube
Arvid Gustaf Taube, född juni 1729, död 25 september 1785 i Västerlövsta församling, Uppsala län, var en svensk greve, kammarherre och hovmarskalk.

## Biografi
Arvid Gustaf Taube föddes 1729. Han var son till amiralen greve Edvard Didrik Taube och Christina Maria Falkenberg af Trystorp. Taube blev 13 april 1743 hovjunkare, 18 september 1746 kammarherre och sedan hovmarskalk. Han avled 1785 på Molnebo bruk i Västerlövsta socken.

### Familj
Taube gifte sig 16 februari 1758 med grevinnan Ulrika Eleonora Gyllenborg (1737–1808), dotter till presidenten greve Fredrik Gyllenborg och friherrinnan Elisabet Stierncrona. De fick tillsammans barnen hovrättsrådet Evert Fredrik Taube (1759–1797), ryttmästaren Gustaf Didrik Taube (1761–1822) vid Livregementet till häst och Christina Elisabet Taube (1766–1770).